# Bảo tàng Bướm ở Łeba
Bảo tàng Bướm ở Łeba (tiếng Ba Lan: Muzeum Motyli w Łebie) là một bảo tàng thiên nhiên tư nhân tọa lạc tại số 5 Phố Wojska Polskiego, Łeba, Ba Lan.

## Lịch sử
Bảo tàng Bướm ở Łeba chính thức mở cửa đón công chúng vào năm 1998. Đây là bảo tàng bướm đầu tiên ở Ba Lan.

## Triển lãm
Bộ sưu tập của Bảo tàng Bướm ở Łeba hiện có hơn 3.500 con côn trùng, được trưng bày trong 102 gian, bao gồm: bướm (có một số loài thuộc loại lớn nhất trên thế giới, chẳng hạn như bướm đêm Atlas) và các côn trùng khác từ khắp nơi trên thế giới (các loại bọ, bọ cánh cứng, nhện). Các bộ sưu tập của Bảo tàng Bướm ở Łeba được tạo ra trên cơ sở một món quà từ một nhà sưu tập giấu tên ở Władysławowo. Ông không phải là một nhà côn trùng học mà là một người nghiệp dư. Món quà ông tặng Bảo tàng là các mẫu vật ông thu thập được từ các chuyến đi trên khắp thế giới. Ông bắt đầu sưu tập từ năm 1937.
Ngoài các hoạt động triển lãm, Bảo tàng Bướm ở Łeba còn tổ chức một cuộc thử nghiệm bướm tương tác dành cho trẻ em. Trong Bảo tàng cũng có một cửa hàng bán đồ lưu niệm theo chủ đề ở khu vực lối vào.